# UDP-glucosio:cellulosa glucosiltransferasi
La UDP-glucosio:cellulosa glucosiltransferasi è un enzima appartenente alla classe delle transferasi, che catalizza la seguente reazione:
UDP-glucosio + (1,4-β-D-glucosile)n ⇄ UDP + (1,4-β-D-glucosile)n+1
L'enzima è coinvolto nella sintesi della cellulosa. Un enzima simile utilizza il GDP-glucosio (cellulosa sintasi GDP-dipendente) (numero EC 2.4.1.29).